# Teorema da função implícita
Em matemática, mais especificamente no cálculo multi variável, o  teorema da função implícita é uma ferramenta que permite estabelecer relações envolvendo funções de várias variáveis reais.
O teorema afirma que se a equação F(x1, ..., xn, y1, ..., ym) = F(x, y) = 0 satisfaz algumas condições de suavidade em suas derivadas parciais, em seguida, pode-se expressar as m variáveis yi em termos de n variáveis xj como yi = fi(x), pelo menos em uma vizinhança de (x1, ..., xn). Em seguida, cada uma dessas funções implícitas fi(x) satisfaz F(x, y) = 0.

## Versão bidimensional
Seja {\displaystyle f:\mathbb {R} ^{2}\to \mathbb {R} }, isto é, {\displaystyle z=f(x,y)} é uma função de duas variáveis independentes. Agora se fixamos {\displaystyle z=c=f(x,y)}, onde {\displaystyle c} é uma constante, então as variáveis x e y deixam de ser independentes, livres. Agora só é possível alguns valores de x e y de modo que f(x,y) seja igual a c. Estamos fazendo a intersecção da superfície {\displaystyle S=(x,y,f(x,y))} com o plano {\displaystyle z=c},  isto é, {\displaystyle (x,y,f(x,y))=(x,y,c)}. No pior dos casos esta intersecção pode ser vazia ou apenas um ponto. Mas ela também pode ser uma curva(uma linha) chamada curva de nível pois ela está no nível(altura) c.
Neste caso esta curva   {\displaystyle f^{-1}(c)=\{(x,y)\in \mathbb {R} ^{2}:f(x,y)=c\}} pode representar localmente uma função entre x e y, a saber,  {\displaystyle y=g(x)},  {\displaystyle g:\mathbb {X} \to \mathbb {R} ,\mathbb {X} \subset \mathbb {R} }  e  {\displaystyle c=f(x,g(x))}.
Por exemplo, se  {\displaystyle f(x,y)=y-x^{2}=c}, para digamos, {\displaystyle c=-4}, então está função define implicitamente a função {\displaystyle y=g(x)=x^{2}-4} , uma simples função de segundo grau, uma parábola.

## Versão tridimensional
Da mesma forma podemos definir  {\displaystyle f:\mathbb {R} ^{3}\to \mathbb {R} }, isto é, {\displaystyle w=f(x,y,z)} é  agora uma função de três variáveis independentes. Se fizermos a intersecção da hiper superfície {\displaystyle S=(x,y,z,f(x,y,z))} com o plano {\displaystyle w=c} (ambos na 4ª dimensão), isto é, {\displaystyle c=f(x,y,z)} ,  podemos ter dependendo de {\displaystyle \ S} e {\displaystyle c}, uma superfície em  {\displaystyle \mathbb {R} ^{3}}.  Neste caso esta superfície {\displaystyle f^{-1}(c)=\{(x,y,z)\in \mathbb {R} ^{3}:f(x,y,z)=c\}} pode representar localmente uma função entre {\displaystyle x,y} e {\displaystyle z} , a saber,  {\displaystyle z=h(x,y)},  {\displaystyle h:\mathbb {X} \to \mathbb {R} ,\mathbb {X} \subset \mathbb {R} ^{2}}  e  {\displaystyle c=f(x,y,h(x,y))}.
Por exemplo  {\displaystyle f(x,y,z)=x^{2}+y^{2}+z^{2}-9=c}, para digamos, {\displaystyle c=0}, temos  {\displaystyle x^{2}+y^{2}+z^{2}=9} , uma esfera centrada na origem de raio 3. Já neste exemplo a esfera completa não define uma função, mas se escolhermos o hemisfério superior ou inferior temos uma função. Escolhendo o hemisfério inferior temos:  {\displaystyle z=h(x,y)=-{\sqrt {9-x^{2}-y^{2}}}}.

## Critérios, condições para existir a função implícita e sua derivada
Vejamos agora que características deve ter a função  {\displaystyle f}.  Digamos que {\displaystyle w=f(x,y,z)=c=0}. Neste caso a diferencial de {\displaystyle f} é {\displaystyle df={\partial f \over \partial x}dx+{\partial f \over \partial y}dy+{\partial f \over \partial z}dz=0},  pois {\displaystyle f} é constante. Vamos supor que esta restrição {\displaystyle f=c}  define uma função implícita {\displaystyle z=g(x,y)}.
Então, {\displaystyle dz=-{{\partial f \over \partial x} \over {\partial f \over \partial z}}dx-{{\partial f \over \partial y} \over {\partial f \over \partial z}}dy={\partial z \over \partial x}dx+{\partial z \over \partial y}dy}.
Onde o lado direito é o diferencial de {\displaystyle z=g(x,y)} e o lado esquerdo isolamos {\displaystyle dz} do diferencial {\displaystyle df} acima.
Comparando os dois lados da equação percebemos que se existe  {\displaystyle z=g(x,y)} e se  {\displaystyle z_{0}=g(x_{0},y_{0})}  então:
(1) {\displaystyle {\partial f \over \partial z}(x_{0},y_{0},z_{0})\neq 0}
(2) {\displaystyle {\partial z \over \partial x}(x_{0},y_{0})=-{{\partial f \over \partial x}(x_{0},y_{0},z_{0}) \over {\partial f \over \partial z}(x_{0},y_{0},z_{0})}}        e       {\displaystyle {\partial z \over \partial y}(x_{0},y_{0})=-{{\partial f \over \partial y}(x_{0},y_{0},z_{0}) \over {\partial f \over \partial z}(x_{0},y_{0},z_{0})}}
Ou seja, em (2) vemos que para existir a função implícita, a derivada da  {\displaystyle f} em relação a {\displaystyle z} não pode ser nula, pois não existe divisão por zero.
E se a condição (1) é satisfeita então (2) mostra como deve ser o cálculo das derivadas parciais de {\displaystyle z=g(x,y)}.
Também podemos observar o seguinte em (2), se queremos que as derivadas parciais de {\displaystyle g} sejam contínuas então as derivadas parciais de {\displaystyle f} também devem ser contínuas, pois a divisão de funções contínuas é também uma função contínua(desde que o denominador não se anule). Logo  {\displaystyle f} deve ser no mínimo de classe {\displaystyle C^{1}} e nesse caso  {\displaystyle g}  também é no mínimo de classe  {\displaystyle C^{1}}.
Para facilitar vamos agora enunciar o teorema da função implícita no caso mais simples possível.

## Teorema da Função Implícita (Caso Especial parte A,f:R2⊃U→R{\displaystyle f:\mathbb {R} ^{2}\supset U\rightarrow \mathbb {R} })
Seja {\displaystyle f:U\rightarrow \mathbb {R} } uma função de classe {\displaystyle C^{1}}, definida num aberto {\displaystyle U\subset \mathbb {R} ^{2}}, e {\displaystyle (x_{0},y_{0})\in U} tal que {\displaystyle f(x_{0},y_{0})=c,} {\displaystyle {\partial f \over \partial y}(x_{0},y_{0})\neq 0.} Então existe um retângulo aberto {\displaystyle I\times J,} de centro {\displaystyle (x_{0},y_{0}),} tal que {\displaystyle f^{-1}(c)\cap (I\times J)} é o gráfico de uma função {\displaystyle g:I\rightarrow J,} de classe {\displaystyle C^{1}.} Isto é, para cada {\displaystyle x\in I} existe um único {\displaystyle y=g(x)\in J} tal que {\displaystyle f(x,y)=f(x,g(x))=c}. E para todo   {\displaystyle x\in I} temos {\displaystyle g'(x)=-{\frac {df/dx}{df/dy}},}  onde estas derivadas são calculadas no ponto {\displaystyle (x,g(x))=(x,y)\in (I\times J)}

### Demonstração
Sem perda de generalidade, podemos sempre supor que  {\displaystyle 0=c=f(x_{0},y_{0})}.
Também vimos nos critérios para existir a função implícita e novamente reforçado no enunciado do teorema que:
i)  tanto {\displaystyle f} como {\displaystyle g}  são funções contínuas e possuem derivadas contínuas, logo, ambos são no mínimo de classe {\displaystyle C^{1}} ,
ii) e  {\displaystyle {\partial f \over \partial y}(x_{0},y_{0})\neq 0.}
Então vamos escolher uma região onde  {\displaystyle {\partial f \over \partial y}} é sempre positivo ou é sempre negativo. Para fixar as ideias vamos supor que  {\displaystyle {\partial f \over \partial y}(x_{0},y_{0})=2M>0}.
Como {\displaystyle f} é contínua existem:
a) Um retângulo centrado em {\displaystyle (x_{0},y_{0})},  {\displaystyle I=(x_{0}-a,x_{0}+a)}  e  {\displaystyle {\bar {J}}=[y_{0}-b,y_{0}+b]} sendo {\displaystyle a>0} e  {\displaystyle b>0} tal que  {\displaystyle {\partial f \over \partial y}\geqslant M}   em  {\displaystyle I\times {\bar {J}}}.
b) E  {\displaystyle P>0} tal que o módulo(valor absoluto) da derivada parcial,  {\displaystyle |{\partial f \over \partial x}|<P}   em {\displaystyle I\times {\bar {J}}}.
Podemos agora escrever:
.     {\displaystyle f(x,y_{0}+b)=f(x,y_{0}+b)-f(x_{0},y_{0})=[f(x,y_{0}+b)-f(x_{0},y_{0}+b)]+[f(x_{0},y_{0}+b)-f(x_{0},y_{0})]} (3)
.
Usando o teorema do valor médio podemos reescrever a parte direita de (3):
.
.     {\displaystyle f(x,y_{0}+b)={\partial f \over \partial x}(\alpha x+(1-\alpha )x_{0},y_{0}+b)(x-x_{0})+{\partial f \over \partial y}(x_{0},\beta (y_{0}+b)+(1-\beta )y_{0})((y_{0}+b)-y_{0})} (4)
.
onde {\displaystyle \alpha }  e  {\displaystyle \beta } estão entre 0 e 1. Agora se definirmos {\displaystyle \delta =min\{a,{bM \over P}\}}  e  {\displaystyle |x-x_{0}|<\delta }  temos que o primeiro termo do lado direito de (4) é em valor absoluto menor que {\displaystyle P{Mb \over P}=Mb} e o segundo termo do lado esquerdo de (4) é maior ou igual a  {\displaystyle Mb>0}. E portanto {\displaystyle f(x,y_{0}+b)} é positivo. Repetindo o mesmo procedimento de (3) e (4) para  {\displaystyle f(x,y_{0}-b)} chegaremos a conclusão que {\displaystyle f(x,y_{0}-b)} é negativo. Agora usando o Teorema do Valor Intermediário chegamos a conclusão que existe {\displaystyle y} entre {\displaystyle y_{0}-b} e {\displaystyle y_{0}+b}  tal que {\displaystyle f(x,y)=0}. E este ponto {\displaystyle y} é único pois para {\displaystyle x} fixado {\displaystyle f} é crescente pois {\displaystyle {\partial f \over \partial y}>0} em {\displaystyle I\times {\bar {J}}}, e isto mostra que depois que  {\displaystyle f} passa do zero ela continua crescendo(ela não retorna ao zero). Logo para cada {\displaystyle x} tal que {\displaystyle |x-x_{0}|<\delta } existe um único {\displaystyle y}  tal que {\displaystyle f(x,y)=0} e esta relação de um para um, para cada x existe um único y, define uma função {\displaystyle y=g(x)}. Assim a primeira parte do teorema está demonstrado.
.
Segunda parte:
.
Acabamos de mostrar para cada {\displaystyle x} que satisfaz  {\displaystyle |x-x_{0}|<\delta }  e  {\displaystyle \delta =min\{a,{bM \over P}\}}  existe um único {\displaystyle y} tal que {\displaystyle f(x,y)=0} e isto define implicitamente a função {\displaystyle y=g(x)}. Então para cada  {\displaystyle x}que satisfaz {\displaystyle f(x,y)=f(x,g(x))=0} podemos reescrever (3)  e  (4)
.
.             {\displaystyle 0=f(x,y)-f(x_{0},y_{0})=[f(x,y)-f(x_{0},y)]+[f(x_{0},y)-f(x_{0},y_{0})]} (3A)
.
.            {\displaystyle 0={\partial f \over \partial x}(\alpha x+(1-\alpha )x_{0},y)(x-x_{0})+{\partial f \over \partial y}(x_{0},\beta y+(1-\beta )y_{0})(g(x)-g(x_{0}))} (4A)
.
. Em (4A)  usamos o fato que {\displaystyle y=g(x)} e {\displaystyle y_{0}=g(x_{0})} e  {\displaystyle \alpha } e  {\displaystyle \beta }  variam, dependem de  {\displaystyle x}  e  {\displaystyle y}  , mas estão entre 0 e 1.
.
. De  (4A)  temos: {\displaystyle {g(x)-g(x_{0}) \over x-x_{0}}=-{{\partial f \over \partial x}(\alpha x+(1-\alpha )x_{0},y) \over {\partial f \over \partial y}(x_{0},\beta y+(1-\beta )y_{0})}}
.
. Quando  {\displaystyle x\rightarrow x_{0}}, por continuidade tem-se {\displaystyle y=g(x)\rightarrow y_{0}=g(x_{0})} e
.
.              {\displaystyle g'(x_{0})=\textstyle \lim _{x\to \ x_{0}}\displaystyle {g(x)-g(x_{0}) \over x-x_{0}}=-{{\partial f \over \partial x}(x_{0},y_{0}) \over {\partial f \over \partial y}(x_{0},y_{0})}}(5)
.
. Também podemos escolher {\displaystyle x_{0}\rightarrow x} e neste caso temos:
.
.                {\displaystyle g'(x)=\textstyle \lim _{x_{0}\to \ x}\displaystyle {g(x_{0})-g(x) \over x_{0}-x}=-{{\partial f \over \partial x}(x,y) \over {\partial f \over \partial y}(x,y)}}.(5A)
Observe que {\displaystyle f:U\rightarrow \mathbb {R} } é uma função de classe {\displaystyle C^{1}}(derivadas contínuas) e pela condição a) {\displaystyle {\partial f \over \partial y}\geqslant M}   em  {\displaystyle I\times {\bar {J}}}, logo o denominador não se anula e portanto o lado direito  de (5)  e  (5A) é uma função contínua, assim a função  {\displaystyle g'(x)}é contínua e portanto  {\displaystyle g:I\rightarrow J,} é uma função de classe ,no mínimo, {\displaystyle C^{1}.}

## Teorema da Função Implícita (Caso Especial parte B,f:Rn+1→R{\displaystyle f:\mathbb {R} ^{n+1}\rightarrow \mathbb {R} })
Seja {\displaystyle f:\mathbb {R} ^{n+1}\rightarrow \mathbb {R} } uma função de classe {\displaystyle C^{1}}(possua derivadas parciais contínuas). Denote os pontos em {\displaystyle \mathbb {R} ^{n+1}}por   {\displaystyle (\mathbf {x} ,z_{0})}, onde {\displaystyle \mathbf {x} \in \mathbb {R} ^{n}}e {\displaystyle z\in \mathbb {R} }
Assuma que {\displaystyle (\mathbf {x} ,z_{0})}satisfaz {\displaystyle f(\mathbf {x} _{0},z_{0})=0}  e  {\displaystyle {\partial f \over \partial z}(\mathbf {x} _{0},z_{0})\neq 0}. Então existe uma bola  {\displaystyle U}que contem  {\displaystyle \mathbf {x_{0}} }em  {\displaystyle \mathbb {R} ^{n}}e uma vizinhança  {\displaystyle V}de {\displaystyle z_{0}}em {\displaystyle \mathbb {R} } tal que existe uma única função  {\displaystyle z=g(\mathbf {x} )} definido para  {\displaystyle \mathbf {x} }em {\displaystyle U}e {\displaystyle z}em {\displaystyle V}que satisfaz  {\displaystyle f(\mathbf {x} ,g(\mathbf {x} ))=0}.
Além disso, se {\displaystyle \mathbf {x} }em {\displaystyle U}e {\displaystyle z}em {\displaystyle V}satisfaz {\displaystyle f(\mathbf {x} ,z)=0}, então  {\displaystyle z=g(\mathbf {x} )}. Finalmente, {\displaystyle z=g(\mathbf {x} )} é  de classe {\displaystyle C^{1}}(é uma função com derivadas contínuas), e suas derivadas parciais são calculadas por:
.
.                            {\displaystyle {\partial g \over \partial x_{i}}(\mathbf {x} )=-{{\partial f \over \partial x_{i}}(\mathbf {x} ,g(\mathbf {x} )) \over {\partial f \over \partial z}(\mathbf {x} ,g(\mathbf {x} ))}} para {\displaystyle i=1,..,n}

### Demonstração
A demonstração é essencialmente a mesma da parte A (adaptado de Marsden e Tromba - Vector Calculus - 4ª edição)  . Vamos mostrar para {\displaystyle n=2}, logo {\displaystyle f:\mathbb {R} ^{3}\rightarrow \mathbb {R} }. O caso geral para qualquer {\displaystyle n} é similar, apenas mudando a notação. Escrevemos {\displaystyle \mathbf {x} =(x,y)}e {\displaystyle \mathbf {x_{0}} =(x_{0},y_{0})}. Por hipótese {\displaystyle {\partial f \over \partial z}(x_{0},y_{0},z_{0})\neq 0}, logo ou é positivo ou é negativo, para fixar as ideias vamos supor que  {\displaystyle {\partial f \over \partial y}(x_{0},y_{0},z_{0})=2M>0}.
.
Como {\displaystyle f} é contínua existe:
c) Uma caixa(paralelepípedo) centrado em {\displaystyle (x_{0},y_{0},z_{0})},  {\displaystyle I=(x_{0}-a,x_{0}+a)\times (y_{0}-b,y_{0}+b)}  e  {\displaystyle {\bar {J}}=[z_{0}-c,z_{0}+c]} sendo {\displaystyle a>0},  {\displaystyle b>0} e  {\displaystyle c>0}  tal que  {\displaystyle {\partial f \over \partial z}\geqslant M}   em  {\displaystyle I\times {\bar {J}}}.
d) E  {\displaystyle P>0} tal que o módulo(valor absoluto) da derivada parcial,  {\displaystyle |{\partial f \over \partial x}|<P}  e  {\displaystyle |{\partial f \over \partial y}|<P} em {\displaystyle I\times {\bar {J}}}.
.
Podemos agora escrever:
.     {\displaystyle f(\mathbf {x} ,z_{0}+c)=f(\mathbf {x} ,z_{0}+c)-f(\mathbf {x} _{0},y_{0})=[f(\mathbf {x} ,z_{0}+c)-f(\mathbf {x} _{0},z_{0}+c)]+[f(\mathbf {x} _{0},z_{0}+c)-f(\mathbf {x} _{0},y_{0})]} (6)

Considere a função {\displaystyle h(t)=f(t\mathbf {x} +(1-t)\mathbf {x} _{0},z_{0}+c)}para  {\displaystyle \mathbf {x} }e {\displaystyle z}fixos. Pelo teorema do valor médio existe um número  {\displaystyle \theta } entre 0 e 1 tal que
.      {\displaystyle h(1)-h(0)=h'(\theta )(1-0)=h'(\theta )}, isto é,
.
.   {\displaystyle f(\mathbf {x} ,z_{0}+c)-f(\mathbf {x} _{0},z_{0}+c)=[D_{x}f(\theta \mathbf {x} +(1-\theta )\mathbf {x} _{0},z_{0}+c)](\mathbf {x} -\mathbf {x} _{0})}
.
Substituindo esta fórmula em (6)  junto com uma fórmula similar ao segundo termo temos:
.
.{\displaystyle f(\mathbf {x} ,z_{0}+c)=[D_{x}f(\theta \mathbf {x} +(1-\theta )\mathbf {x} _{0},z_{0}+c)](\mathbf {x} -\mathbf {x} _{0})+[{\partial f \over \partial z}(\mathbf {x} _{0},\phi (z_{0}+c)+(1-\phi )z_{0})]((z_{0}+c)-z_{0})}
ou
.
{\displaystyle f(\mathbf {x} ,z_{0}+c)=}
{\displaystyle [{\partial f \over \partial x}(\theta \mathbf {x} +(1-\theta )\mathbf {x} _{0},z_{0}+c)](x-x_{0})+[{\partial f \over \partial y}(\theta \mathbf {x} +(1-\theta )\mathbf {x} _{0},z_{0}+c)](y-y_{0})+[{\partial f \over \partial z}(\mathbf {x} _{0}+\phi z+(1-\phi )z_{0})]((z_{0}+c)-z_{0})} (7)
Agora se definirmos {\displaystyle \delta =min\{a,b,{Mc \over 2P}\}}  e   {\displaystyle ||\mathbf {x} -\mathbf {x} _{0}||<\delta }   temos que o primeiro termo e o segundo termo do lado direito de  (7) é em valor absoluto menor que {\displaystyle P{Mc \over 2P}={Mc \over 2}} e o segundo termo do lado esquerdo de (7) é maior ou igual a  {\displaystyle Mc>0}, portanto {\displaystyle f(\mathbf {x} ,z_{0}+c)}é positivo. Repetindo o mesmo procedimento de (6) e (7) para  {\displaystyle f(\mathbf {x} ,z_{0}-c)} chegaremos a conclusão que {\displaystyle f(\mathbf {x} ,z_{0}-c)} é negativo. Agora usando o Teorema do Valor Intermediário chegamos a conclusão que existe {\displaystyle z} entre {\displaystyle z_{0}-c} e {\displaystyle z_{0}+c}  tal que {\displaystyle f(x,y,z)=0}. E este ponto {\displaystyle z} é único pois para cada {\displaystyle \mathbf {x} =(x,y)} fixado {\displaystyle f} é crescente pois {\displaystyle {\partial f \over \partial z}>0} em {\displaystyle I\times {\bar {J}}}, e isto mostra que depois que  {\displaystyle f} passa do zero ela continua crescendo(ela não retorna ao zero). Logo para cada  {\displaystyle \mathbf {x} } tal que {\displaystyle ||\mathbf {x} -\mathbf {x} _{0}||<\delta } existe um único {\displaystyle z} tal que {\displaystyle f(\mathbf {x} ,z)=f(x,y,z)=0} e esta relação de um para um, para cada {\displaystyle \mathbf {x} =(x,y)}existe um único {\displaystyle z}, define uma função {\displaystyle z=g(x,y)=g(\mathbf {x} )}. Assim a primeira parte deste segundo teorema está demonstrado.